# Fletcher-Inseln
Die Fletcher-Inseln sind eine kleine Inselgruppe vor der Georg-V.-Küste im Australischen Antarktis-Territorium. Sie liegen 10 km westsüdwestlich des Kap Gray im östlichen Teil der Commonwealth-Bucht.
Teilnehmer der Australasiatischen Antarktisexpedition (1911–1914) unter der Leitung des australischen Polarforschers Douglas Mawson entdeckten sie und benannten die größte von ihnen. Namensgeber dieser Insel ist Frank Douglas Fletcher (1888–1936), Erster Offizier des Schiffs Aurora bei dieser Forschungsreise. Das Advisory Committee on Antarctic Names übertrug die Benennung 1956 auf die Inselgruppe. Dies geschah im Anschluss an die 1955 von Gardner Dean Blodgett vorgenommene Kartierung anhand von Luftaufnahmen der US-amerikanischen Operation Highjump (1946–1947).